# In My Head (Jason Derulo)
In My Head è il secondo singolo del cantante statunitense Jason Derulo ad essere estratto dal suo album di debutto Jason Derülo. Il singolo è stato pubblicato l'8 dicembre 2009 negli Stati Uniti ed il 22 febbraio 2010 nel Regno Unito. Il brano ha raggiunto la vetta delle classifiche di Australia e Nuova Zelanda.

## Descrizione
In My Head è un brano di genere synth rock e synth pop con elementi R&B. La critica ha trovato nel brano una forte somiglianza allo stile di Chris Brown.

## Video musicale
Il video musicale prodotto per In My Head è stato realizzato a fine dicembre 2009, e reso disponibile su YouTube a partire dal 23 gennaio 2010. Il video diretto da Kai Crawford ed interamente girato nel parcheggio di un centro commerciale, inizia con alcune note del precedente singolo di Derulo Whatcha Say. L'incipit del video è ispirato a quello di The Way You Make Me Feel, di Michael Jackson.

## Tracce
CD-Maxi Warner
1. In My Head – 3:23
2. In My Head (Wideboys Radio Edit) – 3:20
3. In My Head (Wideboys Club) – 5:26
4. In My Head (Wideboys Dub) – 5:36

## Classifiche
| Classifica (2010) | Posizione più alta |
| ----------------- | ------------------ |
| Australia         | 1                  |
| Austria           | 15                 |
| Belgio (Friande)  | 14                 |
| Belgio (Vallonia) | 31                 |
| Bulgaria          | 10                 |
| Canada            | 2                  |
| Danimarca         | 20                 |
| Finlandia         | 19                 |
| Germania          | 9                  |
| Irlanda           | 3                  |
| Italia            | 32                 |
| Nuova Zelanda     | 2                  |
| Norvegia          | 9                  |
| Paesi Bassi       | 26                 |
| Repubblica Ceca   | 12                 |
| Spagna            | 12                 |
| Svezia            | 14                 |
| Svizzera          | 20                 |
| Regno Unito       | 1                  |
| Stati Uniti       | 5                  |

### Classifiche di fine anno
| Classifica (2010) | Posizione |
| ----------------- | --------- |
| Australia         | 13        |
| Canada            | 12        |
| Europa            | 57        |
| Germania          | 49        |
| Ungheria          | 47        |
| Regno Unito       | 40        |
| Stati Uniti       | 14        |